# Space rock
Space rock je rockový podžánr, který původně odkazoval hlavně na britské progresivní a psychedelické skupiny ze začátku 70. let jako Hawkwind („Silver Machine“,1972) nebo Pink Floyd. Ty se vyznačovaly dlouhými, táhlými instrumentálními pasážemi, kde dominovaly syntezátory, experimentální kytarová tvorba a sci-fi či astronomická témata. V 21. století space rock zažívá jakýsi návrat a označuje novou vrstvu skupin jako The Flowers of Hell, Comets on Fire a Flotation Toy Warning.

## Seznam interpretů hrajících space rock
- 30 Seconds to Mars
- Acid Mothers Temple
- Amon Düül II
- Angels & Airwaves
- Ash Ra Tempel
- Ayreon
- Babylon Zoo (UK)
- Brian Eno
- Broken Bells
- David Bowie („Space Oddity“)
- Brave Saint Saturn(USA)
- Can
- Cluster
- The Church
- Cosmic Jokers
- Failure
- The Flaming Youth
- Flowers of Hell (UK)
- Flying Saucer Attack
- Funkadelic
- God is an Astronaut
- Gong
- Ron Grainer
- GuruGuru
- Hawkwind
- Hidria Spacefolk
- Klaatu
- Man... or Astro-man?
- Magic Mashroom Band
- The Mars Volta
- Mercury Rev
- Mogwai
- Monster Magnet
- Muse
- My Bloody Varentine
- Nektar
- Neu!
- Omega
- Ozric Tentacles
- Peter Schilling
- Pink Floyd
- Radiohead
- Ride
- The Red Krayola
- Rockets
- Slow Dive
- Spacehog
- Spacemen 3
- Space Ritual
- Spiritualized
- Star One
- Steve Miller Band
- SubArachnoid Space
- Sun Ra
- Sweet Trip
- Tangerine Dream
- UFO
- Universe Zero
- Vangelis
- The Verve
- Zager and Evans

## Space rockové písně
- The Beatles – Across the Universe
- David Bowie – Space Odity
- The Church – Under the Milky Way
- Deep Purple – Space Truckin'
- Gong – Angel's Egg, Flying Teapot
- Ron Grainer – The Theme to Doctor Who
- Hawkwind – Silver Machine, Space Ritual, Hall of the Mountain Grill, Warrior on the Edge of Time, Astounding Sounds, Amazing Music
- Elton John – Rocket Man
- Janis Joplin – Kozmic Blues
- Manfred Mann's Earth Band – Solar Fire
- Failure – Fantastic Planet
- Monster Magnet – Superjudge, Dopes to Infinity
- Nektar – Journey to the Centre of the Eye
- Pink Floyd – Piper at the Gates of Dawn, Intersteller Overdrive
- Peter Schlling – Major Tom
- T. Rex – Hot Love